# История доктора Дулиттла
История доктора Дулиттла (англ. The Story of Doctor Dolittle, полное название на английском — The Story of Doctor Dolittle, Being the History of His Peculiar Life at Home and Astonishing Adventures in Foreign Parts (рус. История доктора Дулиттла, его жизнь дома и удивительные приключения в дальних странах)) — книга британского писателя Хью Лофтинга, изданная в 1920 году с его собственными иллюстрациями, первая книга из его знаменитой серии о приключениях доктора Дулиттла — доктора, который знает язык животных.

## Сюжет
Джон Дулитл, доктор медицины, живёт со своей сестрой Сарой в небольшом городе Падлби-на-Болоте. Он очень любит животных, и это приводит к тому, что он теряет всю свою клиентуру и беднеет. Но, выучив язык животных с помощью своей попугаихи Полинезии, он успешно разворачивает ветеринарную практику, и популярность его среди животных распространяется по всему миру. Доктор предпринимает экспедицию в Африку, чтобы вылечить обезьян от эпидемии.
По прибытии в Африку корабль доктора с экипажем из его любимых животных терпит кораблекрушение, и на пути к стране обезьян он и его экспедиция попадают в плен к местному королю Джоллиджинкии, который пострадал от европейских колонизаторов и не хочет пускать ни одного белого человека в свою страну. Дулиттл и его друзья совершают побег из Джоллиджинкии и прибывают в страну обезьян, где спасают последних от эпидемии. В знак благодарности обезьяны дарят доктору Тяни-Толкая — застенчивую двухголовую газель, чьими предками были абиссинские серны и последний единорог.
На обратном пути доктор и его друзья снова попадают в плен в Джоллиджинкию. На этот раз они совершают побег с помощью принца Бампо, который дарит им корабль в обмен на то, что доктор делает лицо его белым (самое большое желание Бампо — выступить в качестве европейского сказочного принца). После нескольких стычек с пиратами Дулитл со своей командой захватывает пиратский корабль с сокровищами и спасает мальчика, дядя которого был брошен пиратами на скалистом острове.
После спасения мальчика и его дяди доктор возвращается домой и организует цирковые представления с участием Тяни-Толкая, пока не зарабатывает достаточно денег, чтобы уйти в отставку и поселиться в своём любимом доме в Падлби.

## Цензура
Первое издание книги включает языковые и сюжетные элементы, которые по современным стандартам считаются «неполиткорректными», хотя не следует считать, что Лофтинг сознательно придавал им расистский оттенок. Дух книги несёт в себе «патерналистский» менталитет британского колониализма, характерный для Великобритании на момент написания книги. Начиная с 1960-х годов, в переизданиях книги были удалены некоторые термины, характеризующие негров, которые могли рассматриваться как оскорбительные. Определить точное время внесения этих поправок не представляется возможным.
В более поздних изданиях книги был изменён сюжет и составлено новое предисловие. В первом издании принц Бампо, сын царя Джоллиджинки, желает стать белым, чтобы жениться на Спящей красавице. Доктор Дулиттл, заключённый в тюрьму, дает Бампо своё согласие его «отбелить» в обмен на свободу. В первоначальном тексте процесс «отбеливания» принца сопровождается сильным запахом «горящей коричневой бумаги». В американских изданиях текст был сделан более «политкорректным» — «отбеливатель» заменён на белый тональный крем, а нездоровые желания принца изменяются с помощью гипноза. Когда принц хочет быть львом, ему дают зелье, которое превращает его волосы в львиную гриву. В конечном счете, эпизод не вырезан полностью.
В издании книги 1978 года из этой главы было удалено только одно предложение: «Лицо принца стало белым, как снег, и глаза, которые были цвета грязи, приобрели мужественный серый оттенок». Поскольку предыдущая фраза была «все животные вскрикнули от неожиданности», удаление последующей было большим потрясением.

## Публикации
Текст книги перешёл в общественное достояние в США в 1996 году, и во многих странах Бернской конвенции — в 1998 году. С тех пор различные издатели напечатали как оригинальную версию книги, так и другие версии и пересказы. На русский язык книга переводилась неоднократно, первый перевод Любови Хавкиной под названием «Приключения доктора Дулитля» был издан в СССР в 1924 году, впоследствии был сделан ещё ряд переводов:
- Барбара Давыдова, Валерий Нижник («История доктора Дулиттла»)
- Ю. Муравьёва («История Доктора Дулитла»)
- Сергей Мещеряков («Приключения доктора Дулиттла»)
- Леонид Яхнин («Доктор Дулитл и его звери»).

Образ доктор Дулиттла послужил для Корнея Чуковского прототипом доктора Айболита, хотя сам Чуковский указывал в своих поздних мемуарах «Признания старого сказочника»:

У Лофтинга этот целитель именуется «Доктор Дулиттл». Перерабатывая его милую сказку для русских детей, я окрестил Дулиттла Айболитом и вообще внёс в свою переработку десятки реалий, которых нет в подлиннике.— Доктор Дулиттл и доктор Айболит на приёме в отделении травмы